# 皮诺尔芒
皮诺尔芒（法語：Puynormand，法語發音：[pɥinɔʁmɑ̃]）是法国吉伦特省的一个市镇，位于该省东北部，属于利布尔讷区。

## 地理
皮诺尔芒（44°58'57"N, 0°0'2"W）面积7.64 平方千米，位于法国新阿基坦大区吉倫特省，该省份为法国西南部沿海省份，是法國本土面积最大的省，北起滨海夏朗德省，西临大西洋，南至朗德省，东南接洛特-加龍省，东临多爾多涅省。
与皮诺尔芒接壤的市镇（或旧市镇、城区）包括：伊勒河畔圣瑟兰、曼扎克、弗朗克、佩蒂特-帕莱和科尔南普、圣索沃尔-德皮诺尔芒、塔亚克。

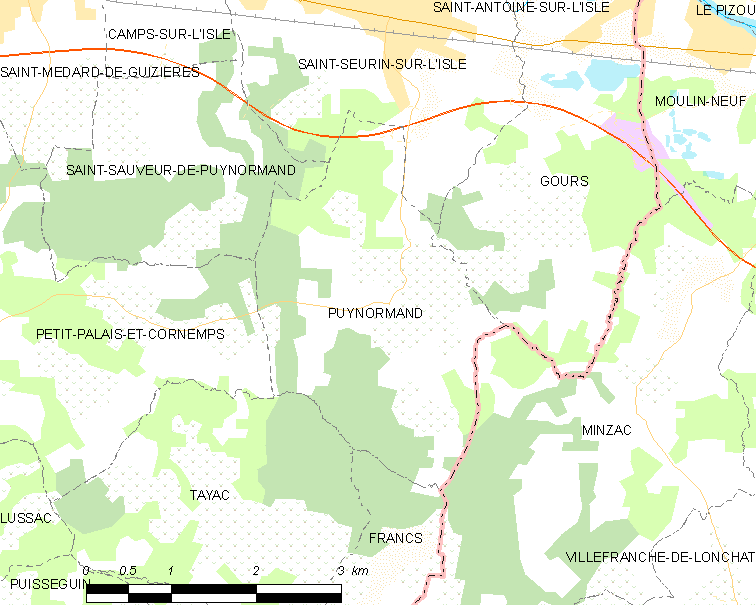
皮诺尔芒的OSM定位图

皮诺尔芒的时区为UTC+01:00、UTC+02:00（夏令时）。

## 行政
皮诺尔芒的邮政编码为33660，INSEE市镇编码为33347。

## 政治
皮诺尔芒所属的省级选区为北利布尔奈县。

## 人口

1962-2008年间皮诺尔芒人口变化图示

皮诺尔芒于2022年1月1日时的人口数量为309人。